# Freileben (Gemeinde Altenfelden)

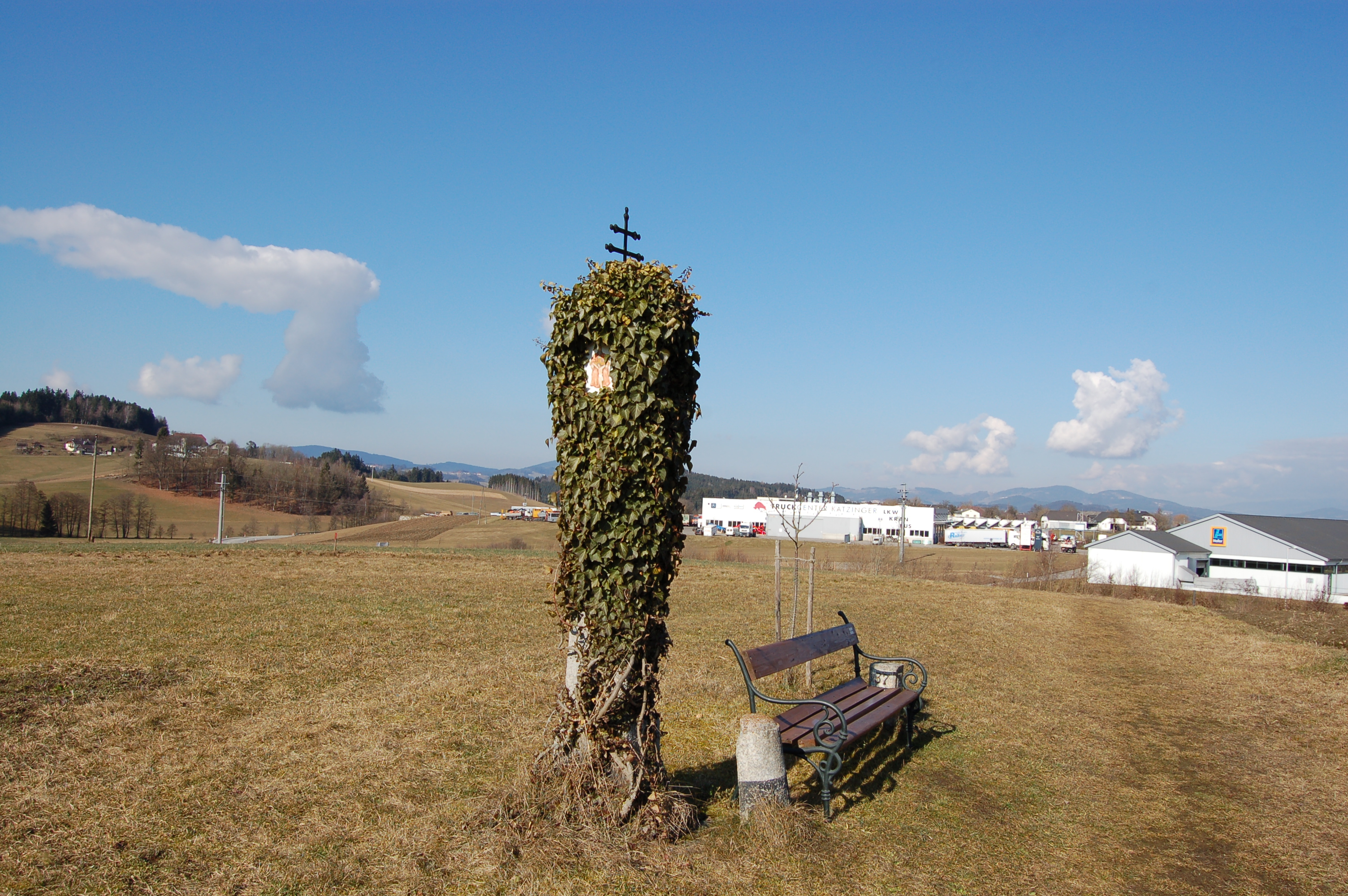
Tabernakelsäule bei Freileben 4

Freileben ist eine Rotte der Gemeinde Altenfelden in Oberösterreich (Bezirk Rohrbach). Die Ortschaft hat 36 Einwohner (Stand 1. Jänner 2024).

## Geographie
Freileben liegt im östlichen Zentralbereich des Gemeindegebietes von Altenfelden bzw. im Norden der Katastralgemeinde Altenfelden. Die Siedlung liegt rund 1,2 Kilometer nördlich des Marktplatzes von Altenfelden. Freileben wird im Osten von der östlichen Gemeindegrenze, im Süden und Westen von der Rohrbacher Straße (B 127) und im Norden von einem Waldstück begrenzt. Nachbarorte sind Fraunschlag im Norden, Unterfeuchtenbach im Osten, Langhalsen im Südosten, der Markt Altenfelden im Süden, Godersdorf mit Kainberg im Westen und Haselbach im Nordwesten.
Für Freileben wurden 2001 insgesamt 11 Gebäude gezählt, wobei neun Gebäude über einen Hauptwohnsitz verfügten und 17 Wohnungen bzw. 15 Haushalte bestanden. Zudem gab es neun land- und forstwirtschaftliche Betriebsstätten sowie zwei Arbeitsstellen. Die Gebäude der Ortschaft liegen einzeln oder in kleinen Gruppen von maximal drei Häusern verstreut, wobei auch der Sportplatz des Union Altenfelden (Panoramastadion) sowie ein Teil des Gewerbegebietes von Altenfelden zu Freileben gehört.

## Geschichte und Bevölkerung
Dem Ortsnamensforscher Konrad Schiffmann zufolge leitet sich der Ortsname Freileben von „bei dem freien Leb“ (=Leo) ab. Demzufolge hätte ein freier Mann namens Leo hier einen Hof errichtet. Ebenso wäre eine Ableitung des Ortsnamens von „Freilehen“ denkbar, wobei auch hier der ansässige Bauer keinen Herrn außer Bischof und König gehabt hätte. Als Freileben 1379 jedoch erstmals in einer Urkunde genannt wurde, gehörte es bereits zur Herrschaft Tannberg. Entstanden könnte Freileben bereits gemeinsam mit dem Kirchort Altenfelden zwischen 1100 und 1200 sein.
In Freileben lebten 1869 53 Menschen in sieben Häusern. Bis zum Jahr 1910 blieb die Einwohnerzahl nahezu unverändert, wobei in diesem Jahr 50 Einwohner in sieben Häuser gezählt wurden. Die Bevölkerung war dabei ausschließlich katholisch. 1923 lag die Einwohnerzahl bei 52 Menschen, wobei die Gebäudezahl gleich geblieben war. Jedoch unterschied die Statistik zwischen der Rotte aus sechs Häusern mit 41 Einwohnern und einem Einzelhof mit 11 Einwohnern. 1951 lebten nur noch 41 Menschen in Freileben, bis 1971 stieg die Einwohnerzahl wieder auf 54 Menschen in jeweils sieben Häusern. 1981 lebten in Freileben 43 Einwohner in acht Gebäuden.